# Guido Turchi
Guido Turchi (Roma, 10 de noviembre de 1916 – Venecia, 15 de septiembre de 2010) fue un compositor italiano.

## Biografía
Guido Turchi nació y estudió en Roma, donde estudió en el Conservatorio di Musica Santa Cecilia con Cesare Dobici, A. Ferdinandi y Alessandro Bustini y fue galardonado con diplomas en piano y composición en 1940. En 1945, obtuvo las calificaciones más altas posibles en el curso de diploma avanzado impartido por Ildebrando Pizzetti.
Como muchos compositores italianos, no estaba interesado en continuar la tradición de sus predecesores inmediatos del siglo XIX, sino que recurrió a otras fuentes anteriores: canto gregoriano, madrigales renacentistas, compositores instrumentales del siglo XVIII y música no italiana de la Europa contemporánea. En sus primeros trabajos, Turchi empleó un lenguaje musical a veces cercano al dodecafonismo, aunque no lo abrazó por completo. El neo-madrigalismo de moda en la época también marca su obra, con influencias particulares de Goffredo Petrassi. El sello de Béla Bartók también está presente en trabajos como Concerto breve (1947) para cuarteto de cuerda. El Piccolo concerto notturno (1950), combinando un estilo post-tonal de Paul Hindemith con colores neoimpresionistas audaces, es una de sus piezas más exitosas.
La única ópera de Turchi es la obra de tres actos "Il buon soldato Svejk", con libreto de Gerardo Guerrieri basado en El buen soldado Švejk de Jaroslav Hašek, estrenada en La Scala en 1962 después de un período de gestación de casi diez años. Comienza en un estilo que recuerda a Wozzeck de Alban Berg y progresa a un estado de ánimo más ligero y distante.